# Zalužice
Zalužice est un village de Slovaquie situé dans la région de Košice.

## Histoire
Première mention écrite du village en 1249.

## Démographie

### Évolution de la population
| Année:               | 1994. | 2004.   | 2014.   | 2024.   |
| -------------------- | ----- | ------- | ------- | ------- |
| Nombre de personnes: | 1214  | 1140    | 1152    | 1161    |
| Différence:          |       | -6,09 % | +1,05 % | +0,78 % |

| Année:               | 2023. | 2024.   |
| -------------------- | ----- | ------- |
| Nombre de personnes: | 1164  | 1161    |
| Différence:          |       | -0,25 % |

## Politique
| Nom         | Parti politique | Date de l'élection | Fin du mandat |
| ----------- | --------------- | ------------------ | ------------- |
| Štefan Tury | KDH             | 02.12.2006         | Déc. 2010     |